# Incidente aereo

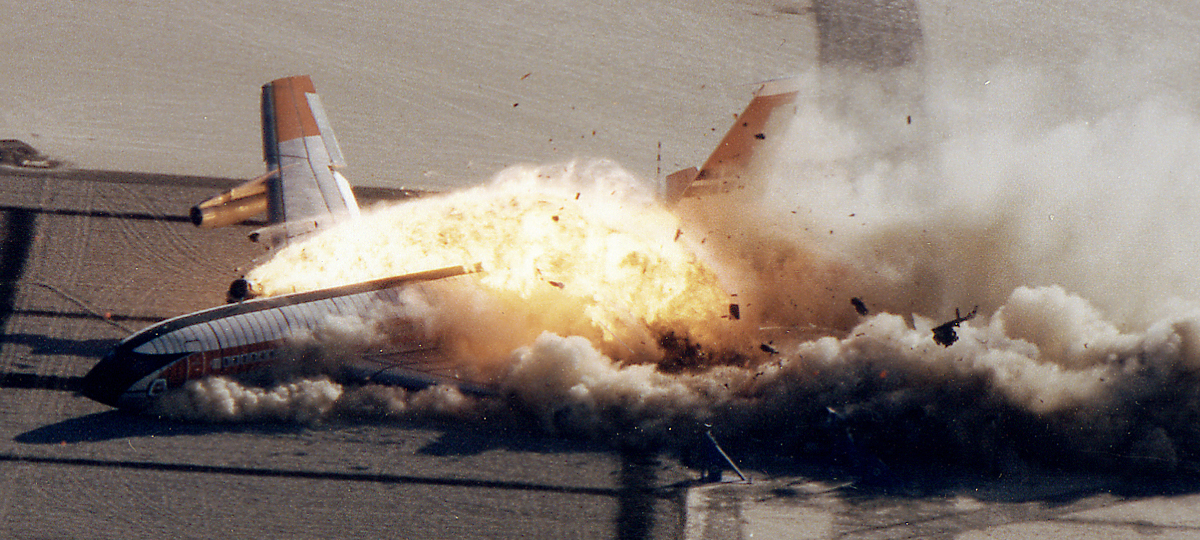
Incidente aereo simulato di un Boeing 707

Un incidente aereo, nel senso più ampio della locuzione, è un tipo di incidente che si verifica con il coinvolgimento di un aeromobile.
Un evento associato all'impiego di un aeromobile che si svolge fra il momento in cui una persona si imbarca con l'intento di volare fino al momento in cui tutte le persone sbarcano, nel quale
a) una persona è deceduta o gravemente ferita a seguito di:
—essersi trovata all'interno dell'aeromobile
—diretto contatto con qualsiasi parte dell'aeromobile, comprese parti staccatesi dall'aeromobile
—diretta esposizione al getto dei reattori
eccetto il caso in cui le lesioni siano dovute a cause naturali, auto-inflitte o procurate da altre persone, o quando le lesioni sono inferte da passeggeri clandestini nascosti fuori dalle zone normalmente accessibili ai passeggeri e all'equipaggio
b) l'aeromobile riporti un danno o un'avaria strutturale che:
—influenzi negativamente la resistenza strutturale, le prestazioni o le caratteristiche di volo dell'aeromobile
—richieda generalmente una riparazione importante o la sostituzione del componente interessato
eccetto per lo spegnimento o avaria al motore, quando il danno è limitato al motore, alla cappottatura o agli accessori, oppure per i danni limitati alle eliche, alle estremità alari, alle antenne, pneumatici, freni, carenature, piccole ammaccature o fori nel rivestimento dell'aeromobile
c) l'aeromobile sia scomparso o completamente inaccessibile.
Nel caso del trasporto pubblico di passeggeri la definizione impostata dall'Annesso 13 della Convenzione sull'aviazione civile internazionale (Convention on International Civil Aviation) - prescindendo dall’elemento dell'intenzionalità nell’eziologia del fenomeno - definisce come incidente aereo un qualsiasi evento associato all'impiego di un aeromobile, che si verifichi tra il momento dell'imbarco e il momento dello sbarco dell'ultimo passeggero, e nel quale evento uno o più passeggeri rimangano seriamente feriti o feriti a morte o vi siano significativi danni strutturali a un aeromobile oppure che lo stesso aeromobile risulti disperso.

## Le statistiche
Un'accurata ricerca sugli incidenti avvenuti nel mondo tra il 1988 e il 1994 ha evidenziato che le fasi di discesa e di avvicinamento all'atterraggio costituiscono il 70% dei casi e che il 75% dei velivoli incidentati e dei quali si conoscono i dati era privo di un sistema di avviso di prossimità del suolo (GPWS).
Per l'esattezza nel 2005 sono state 1454 le vittime di incidenti aerei civili, con un aumento del 90% rispetto al 2004 (registro degli incidenti aeronautici, sede a Ginevra): si tratta del numero di vittime più alto degli ultimi anni dopo il 2001 (anno nel quale si verificarono gli attentati dell'11 settembre). Inoltre, sempre nel 2005, sono state accertate 174 sciagure aeree, con un incremento del 9% rispetto al 2004: la maggior parte degli incidenti (circa il 29% del totale) si è verificata nel Nord America, seguono l'Asia (18%), l'Africa (17%), il Sudamerica (16%), l'Europa (11%), il Centro America (il 6%) e l'Oceania (2%).
Oltre il cinquanta per cento delle inchieste tecniche aperte ogni anno dall'Agenzia nazionale per la sicurezza del volo (ANSV) riguarda incidenti o mancati incidenti occorsi ad aeromobili dell'aviazione turistico sportiva operanti secondo le regole del volo a vista (VFR).
Gli incidenti aerei sono suddivisi in vari tipi a seconda delle cause che li originano o della fase di volo nella quale avvengono e ciascuno di questi tipi ha una diversa influenza sul numero totale di incidenti: quelli di tipo CFIT (Controlled Flight Into Terrain), nonostante le precauzioni risultano essere i più numerosi tra le varie tipologie di incidente.
La pura statistica, comunque, dice che un passeggero che effettui un volo al giorno può continuare a volare per cinquemila anni senza essere coinvolto in un incidente letale. Se però il livello di sicurezza dovesse aumentare la probabilità di un incidente diminuirebbe ulteriormente. Secondo la Boeing il traffico aereo dovrebbe raddoppiare nei prossimi 15 anni. Proprio la grande diffusione dell'utilizzo del mezzo aereo (un tempo riservato per lo più ai viaggi d'affari) ha già fatto crescere l'incidenza dei bambini sul totale delle vittime, come dimostrato dall'incidente del volo Pulkovo Airlines 612.
Attualmente il numero di incidenti catastrofici annuali nel mondo, per l'aviazione commerciale, è dell'ordine di 25, cui corrisponde all'incirca un migliaio di vittime.

## La sicurezza nei voli
Il tema della sicurezza aerea è divenuto materia di attenta legislazione in tutti i Paesi: in Italia, per esempio, il D.Lgs. n. 66 del 25 febbraio 1999 emanato in attuazione della Direttiva Europea 94/56/CE del Consiglio del 21 novembre 1994" ha decretato l'istituzione dell'Agenzia nazionale per la sicurezza del volo (ANSV). L'Agenzia è indipendente sotto il profilo gestionale, regolamentare ed economico ed è alle dipendenze della Presidenza del Consiglio dei ministri proprio per garantirle terzietà rispetto all'Ente nazionale per l'aviazione civile (ENAC), al Ministero dei trasporti, all'ENAV (Società nazionale per l'assistenza al volo) e a tutti gli utilizzatori dello spazio aereo e degli aeroporti.
È opportuno tenere presente che, in accordo all'Allegato 13 alla Convenzione internazionale sull'aviazione civile, che regola le modalità con cui devono essere condotte le investigazioni sugli incidenti aerei, gli eventi che possono essere definiti "incidenti" (in inglese accident) sono solo quelli che avvengono dal momento in cui una persona si imbarca su un aeromobile con l'intento di volare fino al momento in cui detta persona sbarca dall'aeromobile.
Ai fini statistici, inoltre, le persone coinvolte in incidenti aerei si considerano decedute a causa di un incidente solo se il decesso avviene entro trenta giorni dall'evento aeronautico.
È di imminente approvazione dal Parlamento europeo un Regolamento che riorganizzerà la materia sia relativamente alle inchieste sulla sicurezza aerea (safety in inglese, da non confondersi con security) e anche i diritti delle vittime e dei superstiti. Tale Regolamento si prefigge anche di istituire una "rete" fra le varie autorità investigative nazionali per razionalizzare capacità, personale e risorse. Ancora molto dibattuta e irrisolta è la questione relativa ai rapporti e la preminenza fra l'inchiesta tecnica svolta ai fini di incolumità pubblica e l'inchiesta giudiziaria che si focalizza sulla ricerca del colpevole.
Al riguardo molti sostengono e cercano di affermare in campo aeronautico il concetto della "just culture" vale a dire una forma di impunità garantita a coloro che si autodenunciano. La questione naturalmente ha due aspetti, se da un lato forse consentirebbe di avere conoscenza di alcune zone d'ombra sulle attività degli operatori aeronautici, dall'altra facilmente potrebbe rappresentare una facile scappatoia per coloro che operano in maniera difforme dalle regole.
Tra i vari procedimenti relativi alla sicurezza, l'analisi dei dati dei registratori di bordo (Flight Data Recorder e Cockpit Voice Recorder) si è dimostrata essenziale per la determinazione dei fattori causali degli incidenti, onde risalire alla natura dei rischi e alla loro prevenzione: questo aspetto è stato inserito fra i temi principali della Convenzione stipulata fra il Consiglio Nazionale delle Ricerche e l'Alitalia.
Diversi Atenei hanno iniziato a promuovere dei master in "Scienze dell'aviazione e sicurezza del volo" con l'obiettivo di fornire ampie conoscenze di base, comprendenti il quadro normativo dell'aviazione civile internazionale, la definizione e l'analisi dei fattori umani, tecnici e ambientali che incidono sulla sicurezza delle operazioni e una visione approfondita delle caratteristiche organizzative dei sistemi complessi in relazione alla prevenzione dei disastri aeronautici, con particolare attenzione al Sistema Gestione Sicurezza.
Tuttavia esistono anche nuovi motivi di preoccupazione, dovuti alle spinte verso un taglio dei costi connessi al trasporto aereo: le Compagnie già consolidate, con anni di esperienza alle spalle, hanno dovuto affrontare la concorrenza delle low cost e scontrarsi con questa nuove realtà, dove il costo del personale e del servizio offerto è inferiore, e quindi più competitivo, rispetto alle altre. La riduzione dei costi ha toccato tutti i livelli, da quelli più significativi (affrontati anche attraverso gli scorpori di aziende), ai livelli più bassi (risparmi nelle spese degli uffici per le fotocopie). Le Organizzazioni sindacali dei piloti hanno denunciato il fatto che le fasi addestrative di piloti e tecnici si sono ridotte al minimo e che diminuisce la manutenzione.

### Sistema globale di soccorso e sicurezza aeronautico
Nel tentativo di prevenire incidenti come la scomparsa del volo Malaysia Airlines MH370, è stato emesso un nuovo standard che richiede a tutti gli aerei commerciali di segnalare la loro posizione ogni 15 minuti ai controllori del traffico aereo, indipendentemente dal paese di origine. Introdotto nel 2016 dall'ICAO, il regolamento non prevede alcun requisito iniziale per l'installazione di nuove apparecchiature aeronautiche. Lo standard fa parte di un piano a lungo termine, denominato Global Aeronautical Distress and Safety System (GADSS), che richiederà che i nuovi aeromobili siano dotati di sistemi di trasmissione dati in costante contatto con i controllori del traffico aereo. Il GADSS è simile al Global Maritime Distress and Safety System (GMDSS) utilizzato per la sicurezza marittima.

### Sistema di segnalazione della sicurezza aerea
L'Aviation Safety Reporting System (ASRS) raccoglie rapporti su incidenti e situazioni di sicurezza aerea presentati volontariamente da piloti, controllori e altri. L'ASRS utilizza i report per identificare le carenze del sistema, emettere messaggi di avviso e produrre due pubblicazioni, CALLBACK e ASRS Directline. Le informazioni raccolte vengono messe a disposizione del pubblico e utilizzate dalla FAA, dalla NASA e da altre organizzazioni che lavorano nella ricerca e nella sicurezza del volo.

### Revisione annuale della sicurezza aerea (EASA)
L'Agenzia europea per la sicurezza aerea (EASA) è incaricata dall'articolo 15, paragrafo 4, del regolamento (CE) n. 216/2008 del Parlamento europeo e del Consiglio del 20 febbraio 2008, di fornire una revisione annuale della sicurezza aerea. La revisione annuale della sicurezza presenta statistiche sulla sicurezza dell'aviazione civile europea e mondiale. Le statistiche sono raggruppate in base al tipo di operazione, per esempio, trasporto aereo commerciale e categoria di aeromobili, come aeroplani, elicotteri, alianti, ecc. L'Agenzia ha accesso alle informazioni sugli incidenti e statistiche raccolte dall'Organizzazione internazionale per l'aviazione civile (ICAO). Gli Stati sono tenuti, secondo l'Annesso 13 ICAO, sulle indagini sugli incidenti e sugli incidenti aerei, a riferire all'ICAO le informazioni, gli incidenti e gli inconvenienti gravi agli aeromobili con una massa massima al decollo certificata (MTOM) superiore a 2250 kg. Pertanto, la maggior parte delle statistiche in questa revisione riguarda aeromobili al di sopra di questa massa. Oltre ai dati ICAO, è stata presentata una richiesta agli Stati membri dell'AESA di ottenere dati sugli incidenti aerei leggeri. Inoltre, i dati sul funzionamento degli aeromobili per il trasporto aereo commerciale sono stati ottenuti sia dall'ICAO che dall'istituto per la sicurezza del trasporto aereo NLR.

## Indagini su incidenti e inconvenienti
L'allegato 13 della Convenzione di Chicago fornisce gli standard internazionali e le pratiche raccomandate che costituiscono la base per le indagini su incidenti e inconvenienti aerei da parte dei paesi, oltre a misure di segnalazione e prevenzione.

### Italia
L'Agenzia Nazionale per la Sicurezza del Volo (ANSV), creata nel 1999 in Italia, ha due compiti principali: condurre indagini tecniche per incidenti e inconvenienti di aeromobili dell'aviazione civile, emettendo al contempo raccomandazioni di sicurezza come appropriato; e condurre studi e sondaggi volti ad aumentare la sicurezza del volo. L'organizzazione è anche responsabile della creazione e del mantenimento del "sistema di segnalazione volontaria". Pur non essendo sotto la supervisione del Ministero delle Infrastrutture e dei Trasporti, l'ANSV è un'autorità pubblica sotto la supervisione della Presidenza del Consiglio dei Ministri d'Italia.

### Australia
In Australia l'Australian Transport Safety Bureau è l'organo del governo federale responsabile delle indagini su incidenti e inconvenienti legati ai trasporti, che copre i viaggi aerei, marittimi e ferroviari. Già agenzia del Dipartimento delle infrastrutture, dei trasporti, dello sviluppo regionale e del governo locale, nel 2010, nell'interesse di mantenere la propria indipendenza, è diventata un'agenzia a sé stante.

### Brasile
In Brasile il Centro per le indagini e la prevenzione degli incidenti aeronautici (CENIPA) è stato istituito sotto gli auspici del Centro per le indagini e la prevenzione degli incidenti aeronautici, un'organizzazione militare dell'Aeronautica militare brasiliana (FAB). L'organizzazione è responsabile delle attività di prevenzione degli incidenti aerei e delle indagini sugli eventi dell'aviazione civile e militare. Costituita nel 1971 e secondo gli standard internazionali, il CENIPA rappresenta una nuova filosofia: le indagini sono condotte con l'unico scopo di promuovere la "prevenzione degli incidenti aeronautici".

### Canada
In Canada il Transportation Safety Board of Canada (TSB), è un'agenzia indipendente responsabile del progresso della sicurezza dei trasporti attraverso l'indagine e la segnalazione di incidenti e inconvenienti in tutti i principali modi di trasporto canadesi: marittimo, aereo, ferroviario e oleodotto.

### Francia
In Francia l'agenzia responsabile delle indagini sugli incidenti aerei civili è il Bureau d'Enquêtes et d'Analyses pour la Sécurité de l'Aviation Civile (BEA). Il suo scopo è stabilire le circostanze e le cause dell'incidente e formulare raccomandazioni per evitarli in futuro.

### Germania
In Germania l'agenzia per le indagini sugli incidenti aerei è il Federal Bureau of Aircraft Accidents Investigation (BFU). È un'agenzia del Ministero federale dei trasporti e delle infrastrutture digitali. L'obiettivo del BFU è migliorare la sicurezza determinando le cause di incidenti e inconvenienti gravi e formulando raccomandazioni di sicurezza per prevenirne il ripetersi.

### Hong Kong
L'Autorità per le indagini sugli incidenti aerei (AAIA) è responsabile delle indagini sugli incidenti dell'aviazione civile a Hong Kong, nonché su quelli in altri territori che coinvolgono un aeromobile registrato a Hong Kong. È guidato da Darren Straker, ispettore capo degli incidenti, e ha sede presso l'aeroporto internazionale di Hong Kong. AAIA è stata istituita nel 2018 in risposta a una direttiva ICAO che ordina agli Stati membri di mantenere autorità investigative sugli incidenti aerei indipendenti dalle autorità dell'aviazione civile e dalle entità correlate. Prima del 2018, le funzioni di indagine sugli incidenti erano svolte dalla Divisione standard di volo e aeronavigabilità e dalla Divisione di indagine sugli incidenti del Dipartimento dell'aviazione civile.

### India
Fino al 30 maggio 2012 la Direzione generale dell'aviazione civile ha indagato su incidenti che coinvolgono aeromobili. Da allora, l'ufficio investigativo sugli incidenti aerei ha assunto la responsabilità delle indagini.

### Indonesia
In Indonesia il Comitato nazionale per la sicurezza dei trasporti (NTSC; indonesiano: Komite Nasional Keselamatan Transportasi, KNKT) è responsabile delle indagini su incidenti e incidenti, compresi gli incidenti aerei. Il suo scopo è il miglioramento della sicurezza dei trasporti, non solo dell'aviazione, in Indonesia.

### Giappone
Il Japan Transport Safety Board indaga su incidenti e inconvenienti aerei. La Aircraft Accident Investigation Commission ha indagato su incidenti e inconvenienti aerei in Giappone fino al 1º ottobre 2001, quando la Aircraft and Railway Accidents Investigation Commission (ARAIC) lo ha sostituito, e l'ARAIC ha svolto questa funzione fino al 1º ottobre 2008, quando si è fusa. nel JTSB.

### Messico
In Messico la Direzione generale dell'aviazione civile (DGAC) indaga sugli incidenti aerei.

### Paesi Bassi
Nei Paesi Bassi il Dutch Safety Board (Onderzoeksraad voor Veiligheid) è responsabile delle indagini su incidenti e incidenti, compresi gli incidenti aerei. Il suo scopo è il miglioramento della sicurezza nei Paesi Bassi. Il suo focus principale è su quelle situazioni in cui i civili dipendono dal governo, dalle aziende o dalle organizzazioni per la loro sicurezza. Il Consiglio indaga esclusivamente quando si verificano incidenti o incidenti e mira a trarre insegnamenti dai risultati di queste indagini. Il Safety Board è obiettivo, imparziale e indipendente nel suo giudizio. Il consiglio sarà sempre critico nei confronti di tutte le parti interessate.

### Nuova Zelanda
In Nuova Zelanda la Commissione per le indagini sugli incidenti di trasporto (TAIC) è responsabile delle indagini sugli incidenti aerei. «Lo scopo della Commissione, come stabilito nella sua legge, è di determinare le circostanze e le cause di incidenti aerei, ferroviari e marittimi, al fine di evitare eventi simili in futuro, piuttosto che attribuire la colpa a qualsiasi persona.» Il TAIC indagherà in conformità con l'allegato 13 dell'ICAO.

### Russia
In Russia l'Interstate Aviation Committee (IAC, MAK secondo il nome originale russo) è un organo esecutivo che sovrintende all'uso e alla gestione dell'aviazione civile nella Comunità degli Stati indipendenti. Questa organizzazione indaga sugli incidenti aerei nell'ex area dell'URSS sotto l'egida della Commissione per le indagini sugli incidenti aerei del Comitato per l'aviazione interstatale.

### Taiwan
A Taiwan, l'Aviation Safety Council (ASC) è l'agenzia governativa indipendente responsabile delle indagini sugli incidenti aerei. Fondata nel 1998, ASC è amministrata dall'Executive Yuan ed è indipendente dall'Amministrazione dell'Aeronautica Civile di Taiwan. L'ASC era composta da cinque a sette membri del consiglio, tra cui un presidente e un vicepresidente, nominati dal Premier. L'amministratore delegato di ASC gestisce la funzione quotidiana dell'organizzazione, comprese le indagini sugli incidenti.

### Regno Unito
Nel Regno Unito l'agenzia responsabile delle indagini sugli incidenti aerei civili è l'Air Accidents Investigation Branch (AAIB) del Department for Transport. Il suo scopo è stabilire le circostanze e le cause dell'incidente e formulare raccomandazioni per evitarli in futuro.

### Stati Uniti
Gli incidenti dell'aviazione civile negli Stati Uniti sono indagati dal National Transportation Safety Board (NTSB). I funzionari dell'NTSB raccolgono le prove dal luogo dell'incidente per determinare la causa o le cause probabili. L'NTSB indaga anche sugli incidenti all'estero che coinvolgono aeromobili registrati negli Stati Uniti, in collaborazione con le autorità investigative locali, soprattutto quando si verificano perdite significative di vite umane o quando l'aereo coinvolto è di costruzione americana.

## Incidenti significativi (ordine cronologico)

### 1920–1969
- 23 agosto 1921 (Regno Unito): il dirigibile R38 (ZR-2) di costruzione inglese, progettato per uso militare, nel suo quarto viaggio in seguito a un cedimento strutturale, esplode causando la morte di 44 persone.
- 3 aprile 1933: il dirigibile ZRS-4 USS Akron - 72 vittime - il più grave incidente in cui sia rimasto coinvolto un dirigibile
- 6 maggio 1937: disastro del dirigibile LZ 129 Hindenburg - 35 vittime - il più grande aeromobile più leggero dell'aria mai costruito
- 4 maggio 1949: tragedia di Superga - FIAT G.212 I-ELCE dell'ALI-Avio Linee Italiane, 31 vittime - l'intera squadra del Grande Torino
- 6 febbraio 1958: disastro aereo di Monaco di Baviera - 23 vittime - quasi l'intera squadra del Manchester United
- 3 febbraio 1959 Clear Lake, Iowa, (USA): disastro del Beechcraft Bonanza, chiamato anche il "giorno in cui la musica morì" (The Day the Music Died) - 4 vittime: il pilota e i tre artisti rock Buddy Holly, Ritchie Valens e The Big Bopper (nome d'arte di J.P. Richardson). Causa: buio, condizioni meteorologiche difficili e inesperienza del pilota.
- 26 giugno 1959 Italia: disastro aereo di Olgiate Olona (VA) - 68 vittime, nessun superstite - Il Lockheed L-1649Super Constellation della TWA volo 891 Atene/Roma/Malpensa/Parigi Orly/Chicago precipita alle 16,35 dopo 15 minuti dal decollo nei pressi di Olgiate-Olona. L'aereo era da poco partito da Milano-Malpensa diretto a Parigi-Orly. Il disastro è causato da un fulmine che colpisce lo scarico di uno dei motori che provoca l'esplosione di un serbatoio di carburante semi vuoto. Tra le vittime la sorella di Enrico Fermi.
- 15 febbraio 1961: Boeing 707, volo Sabena 548 - 73 vittime - l'intera squadra statunitense di pattinaggio di figura
- 3 aprile 1961: Tragedia del Green Cross - 24 vittime - gran parte della squadra del Green Cross
- 6 luglio 1962: Alitalia Bombay, India - 94 vittime, nessun superstite - Il DC-8/43 Alitalia I-DIWD in servizio da Sydney a Roma si schianta contro la collina di Davandyachi in prossimità dell'aeroporto di Bombay poco prima dell'atterraggio. Il disastro è causato da un errore di navigazione dei piloti che cominciarono una discesa prematura. L'inchiesta stabilì inoltre che il comandante su quella rotta in precedenza aveva effettuato un solo volo di ricognizione e il co-pilota non vi aveva mai volato.
- 27 ottobre 1962: Incidente di Bascapè - 3 vittime tra cui Enrico Mattei.
- 28 gennaio 1966: Tragedia di Brema - 46 vittime tra cui la selezione italiana di nuoto.
- 2 agosto 1968: Disastro di Cuirone (Vergiate) - 12 vittime - 83 superstiti - il DC-8/43 I-DIWF del volo AZ660 Roma Fiumicino-Milano Malpensa-Montreal si schianta alle 15 e 06 locali sulle Prealpi Varesine dopo avere mancato la pista d'atterraggio di Malpensa durante un forte temporale[10].

### 1970–1979
- 5 maggio 1972: Disastro aereo di Montagna Longa - DC-8/43 I-DIWB volo Alitalia 112 Roma - Palermo - 115 vittime - "disastro" aereo dai lati oscuri, secondo alcuni. Ma la Commissione d'Inchiesta sull'incidente ha attribuito l'incidente alla "mancata osservanza da parte dei due piloti del circuito di traffico aeroportuale e dei compiti previsti dal manuale di impiego per ciascuno di essi".
- 16 aprile 1972: Disastro aereo Amaseno (FR) - 17 vittime - Fokker F 27 I-ATIP - volo ATI-Aerotrasporti Italiani BM 392 Roma - Foggia. L'aereo entrato in una zona di forte perturbazione e turbolenza si schianta al suolo dopo 21',40" dal decollo.
- 13 ottobre 1972: disastro aereo delle Ande - 29 vittime - Il volo 571 della Fuerza Aerea Uruguaya che trasporta una squadra di rugby si schianta sulle Ande. 16 sopravvissuti vengono salvati due mesi dopo.
- 31 ottobre 1972: Incidente del volo Aero Trasporti Italiani 327, Il Fokker F 27 operato dalla compagnia aerea ATI-Aerotrasporti Italiani sulla rotta BM Napoli - Bari si schianta nelle campagne delle Murge vicino a Corato, a una cinquantina di chilometri dall'aeroporto di Palese e si incendia su una masseria alle 19:38 di una notte di bel tempo e di grande visibilità. Morti tutti i 27 occupanti del velivolo. L'inchiesta si conclude senza conclusioni certe circa le cause dell'incidente, stabilendo tuttavia tra le cause probabili "l'errore di valutazione da parte dei piloti sulla posizione dell'aereo oltre al mancato mantenimento del contatto visivo con il terreno.
- 1º gennaio 1974: Incidente del volo Itavia 897, Caselle Torinese. 38 vittime, 4 superstiti. Il Fokker F28 del volo Itavia Cagliari-Bologna-Torino precipita in atterraggio all'aeroporto di Torino-Caselle. Nella zona c'era forte maltempo.
- 3 marzo 1974 (Francia): Un McDonnell Douglas DC-10, il 981 della Turkish Airlines partito dall'aeroporto di Istanbul-Atatürk e diretto a Londra, Precipita a Ermenonville in Francia,nei pressi di Parigi, e diviene, fino al disastro di Tenerife di tre anni dopo il peggior disastro aereo di tutti i tempi - 346 vittime.
- 19 settembre 1976: incidente di Antalya - 181 vittime - Un DC-9 della Turkish Airlines, in volo da Roma ad Antalya (Turchia), si schiantò contro una collina per un errore del pilota: i passeggeri, diretti a un villaggio turistico sulla costa turca, erano in maggioranza italiani e giovanissimi. Tra essi l'ultimo figlio dell'attore Guido Celano.
- 27 marzo 1977: disastro di Tenerife - 583 vittime - collisione in pista fra un Boeing 747 della KLM in decollo e un Boeing 747 della Pan American World Airways in fase di attraversamento della pista di volo, il più grave incidente aereo della storia.
- 23 dicembre 1978: disastro di Punta Raisi o "Punta Raisi 2" - 108 vittime - 21 superstiti - un DC-9-30 dell'Alitalia cade in mare a poche centinaia di metri dall'aeroporto di Palermo-Punta Raisi sul quale stava per atterrare.
- 14 settembre 1979: disastro di Capoterra - 31 vittime - un DC-9 dell'ATI, partito da Alghero si schianta sui monti di Capoterra, nelle fasi di avvicinamento all'aeroporto di Cagliari.

### 1980–1989
- 27 giugno 1980: Strage di Ustica - 81 vittime, nessun superstite. Il DC-9/14 I-TIGI dell'Itavia volo IH 870 Bologna-Palermo si "presume sia esploso in volo" sul Mar Tirreno in prossimità dell'isola di Ustica mentre era in fase di avvicinamento all'aeroporto di Palermo-Punta Raisi. Il relitto del DC 9 viene recuperato in più fasi tra il 1987 e il 1991. L'inchiesta condotta dalla magistratura italiana indica come causa probabile dell'incidente il coinvolgimento involontario dell'aereo in una battaglia tra caccia militari di nazionalità non precisata nei cieli del Mediterraneo.
- 13 gennaio 1982: Volo Air Florida 90 - Boeing 737 in decollo Washington, cade nel fiume Potomac, 78 vittime
- 1º settembre 1983: Volo Korean Air Lines 007 - 269 vittime - volo della Korean Air Lines, Boeing 747, abbattuto da un Su-15TM Flagon F dell'aeronautica sovietica
- 27 novembre 1983: Volo Avianca 11 - 181 vittime - 11 sopravvissuti - atterraggio d'emergenza con un Boeing 747-283B nelle vicinanze di Madrid (Spagna)
- 23 giugno 1985: Volo Air India 182 - 329 vittime - esplosione in volo di un Boeing 747-237B al largo delle coste irlandesi.
- 12 agosto 1985: Volo Japan Airlines 123 - 520 vittime - impatto di un Boeing 747 in Giappone.
- 19 ottobre 1986: Incidente aereo del Tupolev Tu-134 mozambicano del 1986 - 34 vittime - schianto di un Tupolev Tu-134 in Sudafrica. Nello schianto morì il presidente del Mozambico Samora Machel.
- 15 ottobre 1987: ATR 42 "Colibrì" - cosiddetto "incidente di Conca di Crezzo", 37 vittime - precipita su una montagna nelle vicinanze di Lecco, in località Conca di Crezzo, causa grosse formazioni di ghiaccio sulle ali.
- 3 luglio 1988: Volo Iran Air 655 - 290 vittime - Airbus A300 abbattuto per errore dalla U.S. Navy da un missile teleguidato e precipitato nello stretto di Hormuz nel Golfo Persico.
- 28 agosto 1988: incidente di Ramstein - collisione in volo fra tre MB-339 della Pattuglia Acrobatica Nazionale (PAN) "Frecce Tricolori" che precipitano sulla folla, 69 vittime - uno dei più gravi incidenti aerei avvenuto durante una manifestazione aerea.
- 17 ottobre 1988: Volo Uganda Airlines 775 Un Boeing 707-338C dell'Uganda Airlines (5X-UBC) proveniente da London-Gatwick Airport (LGW/EGKK) collide prima con alcuni edifici in fase di atterraggio a Roma-Fiumicino Airport (FCO/LIRF) per poi schiantarsi su un terreno a poche centinaia di metri dalla pista di atterraggio dopo avere effettuato vari tentativi a causa della fitta nebbia (e di notte) che non permetteva la adeguata visibilità per la manovra. Non avendo dispositivi ILS in aggiunta a un forte carico di stress accumulato da parte dell'equipaggio per i tentativi falliti di approccio e la non adeguata preparazione dello stesso in queste circostanze atmosferiche hanno contribuito al disastro aereo. Vittime 33 su 52.
- 21 dicembre 1988: volo Pan Am 103 - 259 vittime - Il Boeing 747 Pan Am volo PA 103 Londra - New York esplode nei cieli di Lockerbie, paese nella regione di Dumfries e Galloway in Scozia, a causa di un attentato terroristico da parte dei libici. Nessun superstite. La caduta dei resti dell'aereo esploso in volo provoca la distruzione di diverse case e la morte e il ferimento di numerosi cittadini scozzesi.
- 8 febbraio 1989: disastro delle Azzorre - 137 vittime italiane a bordo del Boeing 707 della Independent Air decollato da Bergamo-Orio al Serio, in corto finale per l'aeroporto di Santa Maria delle Azzorre che si schianta sul Pico Alto, una montagna vicino alla pista.
- 19 luglio 1989: Volo United Airlines 232 il McDonnell Douglas DC-10-10 che operava il volo si è schiantato durante un atterraggio di emergenza all'aeroporto di Sioux City.
- 3 settembre 1989: Il volo Cubana T1281 è stato un disastro aereo accaduto a Cuba un Ilyushin Il-62M della compagnia Cubana de Aviación si schiantò subito dopo il decollo dall'Avana, la sciagura provocò 170 morti tra passeggeri (113 italiani), membri dell'equipaggio e persone investite a terra dall'aeromobile.

### 1990–1999
- 14 novembre 1990 Incidente di Zurigo - 46 vittime - Il DC-9/32 I-ATJA Alitalia volo AZ 404 Milano - Zurigo si schianta contro una collina durante l'avvicinamento all'aeroporto della città elvetica. Nessun superstite. Il malfunzionamento di uno strumento di bordo e un'errata valutazione del Comandante avrebbero provocato il disastro.
- 4 ottobre 1992 Disastro di Bijlmer: Un Boeing 747 cargo della compagnia israeliana El Al si schianta su un sobborgo di Amsterdam causando 43 vittime.
- 30 giugno 1994: incidente di Tolosa - 7 vittime - l'impatto al suolo di un Airbus A330 in volo di collaudo subito dopo il distacco dalla pista. Periscono i piloti italiani dell'Alitalia Alberto Nassetti e Pier Paolo Racchetti, ospiti sul volo di collaudo.
- 13 dicembre 1995 (Italia) - disastro aereo di Verona, Antonov An-26 volo Banat Air BZ166 - 49 vittime - l'aeromobile si schianta al suolo un minuto dopo il decollo dall'aeroporto di Verona-Villafranca a causa del sovrappeso e del ghiaccio sulle ali.
- 8 gennaio 1996 (Zaire) - 297 vittime - un cargo Antonov 32 precipita su un mercato affollato nel centro di Kinshasa.
- 17 luglio 1996 - Il volo TWA 800, Boeing 747 Serie 200, esplode sopra l'Oceano Atlantico dopo avere decollato dall'aeroporto di New York, JFK, in rotta per Parigi, per l'incendio dei vapori presenti in un serbatoio centrale di carburante vuoto che provoca l'esplosione del velivolo. Tutte le 230 persone a bordo del Boeing 747 sono morte.
- 8 ottobre 1996 - Un aereo cargo Antonov An-124 russo in atterraggio all'aeroporto di Torino-Caselle non si allinea con la pista e si schianta contro una cascina a qualche chilometro dalla pista. 4 morti: muoiono i due piloti e due inquilini della cascina.
- 12 novembre 1996 (India): un Boeing 747 saudita con 312 persone a bordo si scontra in volo con un aereo cargo Ilyushin 76 kazako in fase di atterraggio, 351 morti.
- 5 agosto 1997 (Stati Uniti): un Boeing 747 della Korean Airlines, in volo da Seul a Guam, nel Pacifico, si schianta sull'isola in prossimità dell'aeroporto di Agana. I morti sono 227.
- 26 settembre 1997 (Indonesia): un Airbus A300 della Garuḍa in volo tra Giacarta e Medan precipita in fase di atterraggio a Buah Nabar, a nord dell'isola di Sumatra. I morti sono 234.
- 3 febbraio 1998: Strage del Cermis - 20 vittime - aereo militare statunitense, EA-3 Prowler da guerra elettronica dei Marines, in volo a bassissima quota tranciò il cavo della funivia del Cermis
- 2 settembre 1998: volo volo SR111 New York - Ginevra (Canada) - 229 vittime - Un MD-11 della Swissair precipita a sud di Halifax, Canada, per un incendio a bordo provocato dai nuovi monitor di intrattenimento della prima classe.
- 31 ottobre 1999 Volo EgyptAir 990 New York - Cairo - 217 vittime - Un Boeing 767 egiziano precipita nell'Oceano Atlantico.

### 2000–2009
- 19 aprile 2000 (Filippine) incidente di Davao: un Boeing 737 della compagnia Air Philippines partito dall'aeroporto Ninoy Aquino a Manila per Davao City, precipita in fase di atterraggio a Davao. I morti sono 131.
- 25 luglio 2000 (Francia) incidente di Parigi: 113 vittime - un Concorde dell'Air France in volo da Parigi a New York precipita poco dopo il decollo[11].
- 11 settembre 2001 (New York e Arlington, Stati Uniti): Attentati dell'11 settembre 2001
- 8 ottobre 2001 (Italia) incidente di Linate: 118 vittime - il più grave incidente aereo mai avvenuto in Italia, collisione fra un MD-87 della SAS, volo Milano-Copenaghen, in decollo e un Cessna Citation II entrato in pista erroneamente.
- 12 novembre 2001 (USA) incidente di New York: 265 vittime - dopo essere decollato, un Airbus A300 dell'American Airlines precipita nel quartiere Queens a New York per il distacco della coda. Muoiono tutti i 260 occupanti più cinque a terra. È il peggior incidente aereo mai avvenuto negli USA dopo il volo AA191 che si schiantò all'O'Hare di Chicago nel 1979.
- 25 maggio 2002 (Taiwan) - Volo China Airlines 611: un Boeing 747 della China Airlines si spezza in volo in quattro pezzi e precipita nel mare nello stretto di Taiwan. Le vittime furono 225. L'incidente fu causato da una cattiva manutenzione effettuata sull'aereo 22 anni prima: dopo soli 6 mesi di servizio infatti, per un errore del pilota in fase di atterraggio, l'aereo aveva strisciato sulla pista con la coda; la parte rovinata non era stata sostituita, ma coperta sommariamente con una piastra di alluminio.
- 1º luglio 2002 (Germania-Svizzera): un Tupolev Tu-154 russo della Bashkirian Airlines(volo 2973), con 71 persone a bordo (molte delle quali bambini) si scontra in volo sopra il lago di Costanza tra Germania e Svizzera con un Boeing 757 cargo della DHL(Volo 611) decollato da Bergamo-Orio al Serio(Collisione in volo di Uberlingen). Tutti i passeggeri del volo 2973 più l'equipaggio del 757 muoiono, con 74 vittime totali. L'equipaggio russo aveva ignorato il TCAS che diceva di salire di quota, ed è stato ritenuto colpevole della collisione.
- 9 febbraio 2003 (Iran): un Ilyushin dei Pasdaran precipita tra Zahedan e Kerman. Nell'incidente muoiono 276 persone.
- 3 gennaio 2004 (Egitto) incidente di Sharm el Sheikh: 148 vittime - un Boeing 737-300 diretto da Sharm el Sheikh a Parigi dopo il decollo, a causa di un probabile disorientamento spaziale del comandante, ha virato improvvisamente verso destra e 17 secondi dopo si è schiantato in mare.
- 6 agosto 2005 (Italia) incidente di Palermo: un ATR 72 della compagnia tunisina Tuninter è ammarato davanti alla costa palermitana dopo avere esaurito il carburante rompendosi in tre tronconi. Delle 39 persone a bordo, 20 sono sopravvissute.
- 14 agosto 2005 (Grecia) incidente di Atene: un Boeing 737 della compagnia cipriota Helios decollato da Larnaca si schianta contro una collina nelle campagne a nord di Atene. Morte tutte le 121 persone presenti sull'aereo, l'incidente fu causato da una semplice distrazione da parte di un tecnico che dimenticò il selettore della pressurizzazione dell'aereo in posizione "manuale" invece che "automatico". L'aereo perse via via aria fino a che tutte le persone a bordo persero i sensi, compresi i due piloti. L'aereo volò fino all'esaurimento del carburante per poi schiantarsi su una collina.
- 16 agosto 2005 (Venezuela): un aereo colombiano della West Caribbean Airways, diretto verso Martinica, si schianta in una regione remota del Venezuela, 160 morti.
- 9 luglio 2006 (Russia) incidente di Irkutsk: 157 vittime - l'impatto al suolo dell'aereo di linea russo Airbus A310 della Sibir' Airlines all'Aeroporto di Irkutsk, in Russia.
- 22 agosto 2006 (Ucraina) incidente di Donetsk: 170 vittime, tra cui 39 bimbi - il Tupolev Tu-154M della Pulkovo Airlines precipitato per cause meteorologiche.
- 29 settembre 2006 (Brasile): un Boeing 737 della compagnia brasiliana Gol precipita in Amazzonia dopo una collisione in volo con un jet privato. I morti sono 154.
- 1º gennaio 2007 (Indonesia): un Boeing 737-400 della compagnia aerea indonesiana Adam Air diretta a Manado si inabissa in mare. I morti sono 102.
- 17 luglio 2007 (Brasile) incidente di Congonhas: 250 vittime - l'aereo esce di pista a Congonhas e si schianta contro un hangar.
- 16 settembre 2007 (Thailandia) incidente di Phuket: 89 vittime - l'aereo si schianta fallendo l'atterraggio a Phuket per cause meteorologiche.
- 30 novembre 2007 (Turchia) incidente di Isparta: 56 vittime - l'aereo si schianta su un costone roccioso poco prima dell'atterraggio a Isparta.
- 15 aprile 2008 (Repubblica Democratica del Congo) incidente di Goma: 40 vittime - l'aereo si schianta poco dopo il decollo da Goma su un sobborgo residenziale provocando un incendio.
- 5 maggio 2008 (Camerun): un aereo della Kenya Airways che trasporta 114 persone si schianta nel sud ovest del paese africano. Nessun superstite.
- 10 giugno 2008 (Sudan) incidente di Khartoum: 32 vittime - l'aereo prende fuoco poco dopo l'atterraggio a Khartoum a causa dell'esplosione di uno dei motori.
- 20 agosto 2008 (Spagna) incidente di Madrid: 154 vittime - un MD-82 della Spanair precipita a Madrid in fase di decollo, spaccandosi in due e incendiandosi nell'impatto al suolo.
- 24 agosto 2008 (Kirghizistan) incidente di Biškek: 68 vittime - l'aereo di linea kirghiso Boeing 737-200 dell'ItekAir si schianta a Biškek poco dopo il decollo e prende fuoco.
- 5 settembre 2008 (Sumatra): un Boeing 737-200 della compagnia indonesiana Maṇḍala si schianta sull'isola di Sumatra: 150 i morti.
- 14 settembre 2008 (Russia) incidente di Perm: 88 vittime - l'aereo di linea russo Boeing 737-500 dell'Aeroflot-Nord si schianta durante la fase di atterraggio esplodendo.
- 22 ottobre 2008 (Nigeria): un Boeing 737 della compagnia nigeriana Bellview Airlines si schianta nei pressi di Lagos: 117 i morti.
- 23 ottobre 2008 (Francia): un elicottero dell'Aeronautica italiana HH-3F precipita per un guasto tecnico presso L’Isle-en-Barrois, nell'est della Francia. 8 i morti.
- 6 dicembre 2008 (Iran): un aereo militare C-130 precipita nei pressi di Teheran: 108 le vittime, tra cui alcune persone a terra.
- 10 dicembre 2008 (Nigeria): un DC-9 della compagnia nigeriana Sosoliso Airlines si schianta all'aeroporto di Port Harcourt, in Nigeria: 107 i morti.
- 15 gennaio 2009 (USA): un Airbus A320 della compagnia statunitense US Airways diretto a Charlotte compie un ammaraggio di fortuna sul fiume Hudson al largo di Manatthan a New York, l'aereo era appena decollato dall'aeroporto LaGuardia. Causa dell'incidente un bird strike con anatre selvatiche che ha causato un guasto a entrambi i motori e l'impossibilità di un atterraggio d'emergenza all'aeroporto di Teterboro. Salve tutte le 155 persone a bordo, che hanno atteso i soccorsi sulle ali. Il comandante Chelsey Burnett Sullenberger è diventato un eroe[12][13].
- 12 febbraio 2009 (USA): un aereo della Continental Airlines precipita su una casa a Buffalo, nello stato di New York, provocando la morte delle 49 persone a bordo e di una a terra.
- 25 febbraio 2009 (Paesi Bassi): un Boeing 737-800 della Turkish Airlines decollato da Istanbul precipita durante la manovra di atterraggio ad Amsterdam per un altimetro difettoso. Il numero delle vittime è di 9 morti e 84 feriti.
- 23 marzo 2009 (Giappone): un MD-11 della compagnia FedEx partito da Canton in procinto di atterrare a Tokyo rimbalza sulla pista due volte e prende fuoco, causando la morte dei due piloti.
- 20 maggio 2009 (Indonesia): un C-130 militare precipita sull'isola di Java. I morti sono 97.
- 1º giugno 2009 (Oceano Atlantico) incidente sull'Atlantico: un Airbus A330 della compagnia Air France, partito da Rio de Janeiro alla volta di Parigi, verso le ore 2:15 precipita nell'Oceano Atlantico tra Brasile e Capo Verde. Non è sopravvissuta nessuna delle 228 persone a bordo (216 passeggeri e 12 membri dell'equipaggio).
- 30 giugno 2009 (Isole Comore): un aeromobile Airbus A310 della compagnia Yemenia Air parte da Sanaa (Yemen) (volo IYE626) con destinazione Moroni (Isole Comore), via Gibuti con 153 persone a bordo (142 passeggeri e 11 membri dell'equipaggio). L'aereo precipita in mare verso le ore 1:50 a 17 miglia nautiche dall'aeroporto, dopo avere superato a bassissima quota la pista di atterraggio con maltempo e venti a 61 km/h. Sopravvissuta una quattordicenne[14][15][16].
- 21 dicembre 2009 (Sudan): un aereo nello stato di Warap sbanda durante la fase di atterraggio sulla pista dell'aeroporto, uccidendo 49 persone, di cui 48 guardie presidenziali e una donna nelle vicinanze.

### 2010–2019
- 24 gennaio 2010 (Libano): un Boeing 737-800 dell'Ethiopian Airlines decollato dalla capitale libanese (Beirut) per Addis Abeba sparisce dai radar poco dopo la partenza, sul mar Mediterraneo. I testimoni affermano di avere visto un oggetto in fiamme precipitare in mare. Nessun superstite tra le 90 persone a bordo[17].
- 10 aprile 2010 (Russia) incidente di Smolensk: l'aereo militare polacco, un Tupolev Tu-154M, che trasportava da Varsavia il presidente della Repubblica Lech Kaczyński e una delegazione di dignitari al massimo livello politico precipita nei pressi dell'aeroporto di Smolensk. Nessun superstite tra le 96 persone a bordo[18].
- 14 aprile 2010 (Messico): un aereo cargo Airbus A300 dell'AeroUnion in volo da Città del Messico nel tentativo d'atterrare a Monterrey invade un'autostrada travolgendo dei veicoli. Morte in tutto 5 persone[19].
- 12 maggio 2010 (Libia) incidente di Tripoli: un aereo Airbus A330 della compagnia libica Afriqiyah Airways esplode poco prima dell'atterraggio a Tripoli: 103 vittime e un sopravvissuto, un bambino di 8 anni[20].
- 22 maggio 2010 (India) volo Air India Express 812: un aereo Boeing 737-800 dell'Air India Express proveniente da Dubai è uscito fuori pista dopo l'atterraggio all'aeroporto di Mangalore. Il velivolo, sbandato in fase di frenata, ha urtato delle barriere ed è caduto in un avvallamento, spaccandosi in due e prendendo fuoco: 158 vittime e 8 sopravvissuti[21].
- 28 luglio 2010 (Pakistan) volo Airblue 202: un aereo Airbus A321 dell'Airblue proveniente da Karachi si è schiantato, per cause ancora da accertare, sulle colline di Maragalla che circondano la capitale pachistana: 152 vittime, nessun superstite[22].
- 14 settembre 2010 (Venezuela): un ATR 42 della compagnia statale Conviasa precipita vicino alla città di Puerto Ordaz forse a causa di un errore del pilota mentre era in fase di atterraggio. Delle 51 persone a bordo 15 sono morte e 36 sono sopravvissute.
- 5 novembre 2010 (Cuba): un ATR 72 della compagnia Aero Caribbean è precipitato nel centro dell'isola. Nessuna delle 68 persone a bordo è sopravvissuta. Tra le vittime un italiano.
- 9 gennaio 2011 (Iran) incidente di Urmia: 77 persone hanno perso la vita e 28 sono sopravvissute quando un aereo di linea iraniano Boeing 727 della Iran Air si è schiantato al suolo in fase di atterraggio nell'aeroporto della città di Urmia, nel nord-ovest dell'Iran. A provocare il disastro sono state le pessime condizioni meteorologiche, che hanno poi rallentato anche i soccorsi[23].
- 10 febbraio 2011 (Irlanda): un piccolo aereo della compagnia Manx2 è precipitato a Cork, nel sud dell'Irlanda. Le vittime sono 8 morti e 4 feriti.
- 4 aprile 2011 (Repubblica Democratica del Congo): un aereo della missione ONU si è schiantato al suolo durante la fase di atterraggio a Kinshasa. Decedute 32 persone.
- 19 maggio 2011 (Argentina): un aereo della compagnia SOL, un Saab 340 è caduto in un incidente nei cieli della Patagonia argentina. Nessuna delle 22 persone a bordo è sopravvissuta, 19 passeggeri e 3 membri dell'equipaggio.
- 21 giugno 2011 (Russia) incidente di Petrozavodsk: un Tupolev Tu-134 con a bordo 52 passeggeri ha cercato di atterrare poco prima della mezzanotte su un'autostrada ad appena un chilometro dallo scalo. L'impatto ha spaccato in due la fusoliera del velivolo, che poi ha preso fuoco: sono stati 45 i morti e 7 i feriti.
- 8 luglio 2011 (Repubblica Democratica del Congo): un aereo con circa 200 persone a bordo è precipitato mentre cercava di atterrare con il maltempo all'aeroporto internazionale di Kisangani. 127 i morti mentre i sopravvissuti sono 51. Il velivolo è un Boeing 727 della linea congolese Hewa Bora che figura nella lista Ue delle compagnie aeree bandite per motivi di sicurezza.
- 26 luglio 2011 (Marocco): un C-130 Hercules, aereo militare marocchino, è precipitato sulle montagne del Sayyert a una decina di km dalla città di Guelmim causando la morte di tutti gli 80 passeggeri (70 militari + 10 civili)[24].
- 20 agosto 2011 (Canada): un Boeing 737 è precipitato vicino a Resolute Bay nel nord del Canada. Dei 15 a bordo, 12 sono morti e 3 i feriti.
- 3 settembre 2011 (Cile): un CASA C-212 dell'aeronautica militare cilena è precipitato nell'arcipelago Juan Fernandez causando la morte di tutti e 21 gli occanti compreso Felipe Camiroaga, un noto conduttore TV.
- 7 settembre 2011 (Russia) Incidente aereo della Lokomotiv Jaroslavl': un aereo di linea russo Yakovlev Yak-42 si è schiantato al decollo a Jaroslavl', causando la morte di 44 persone. A bordo del velivolo c'erano i membri della squadra russa Lokomotiv Jaroslavl'
- 2 aprile 2012 (Russia): un ATR 72 della compagnia UTAir precipita e prende fuoco dopo il decollo provocando la morte di 32 passeggeri e il ferimento di altri 12.
- 20 aprile 2012 (Pakistan) - Volo Bohoja Air 213: un Boeing 737 con 130 persone a bordo (121 passeggeri e 9 membri dell'equipaggio) si è schiantato prima di atterrare all'aeroporto internazionale Benazir Bhutto di Islamabad, in un'area residenziale. Il Boeing 737 era partito da Karachi e doveva atterrare nella capitale del Paese. Si trattava di un Boeing 737 della compagnia aerea Bhoja Airline, una piccola compagnia aerea low-cost che aveva appena ripreso l'attività dopo una chiusura per difficoltà finanziarie.
- 9 maggio 2012 (Indonesia): un Sukhoi Superjet 100 della Sukhoi in tour promozionale in Indonesia si schianta contro il monte Salak. Muoiono tutte le 45 persone presenti a bordo.
- 3 giugno 2012 (Nigeria) - Volo Dana Air 992: un McDonnell Douglas MD-83 della compagnia nigeriana Dana Air proveniente da Abuja, precipita su una palazzina durante le operazioni di atterraggio all'Aeroporto Internazionale Murtala Muhammed di Lagos. Muoiono tutte le 153 persone presenti sull'aereo e 10 persone che erano all'interno della palazzina colpita.
- 29 dicembre 2012 (Russia): un Tupolev Tu-204 con 8 persone a bordo (solo equipaggio) si è schiantato prima della pista d'atterraggio dell'Aeroporto di Mosca-Vnukovo. Il numero è di 5 morti e 3 feriti gravi.
- 29 gennaio 2013 (Kazakistan): un Bombardier CRJ-200 della kazaka PLL Scat Aircompany precipita durante le operazioni di atterraggio all'Aeroporto Internazionale di Almaty a causa della nebbia. Muoiono tutti i 21 presenti a bordo.
- 14 agosto 2013 (USA) - Volo UPS Airlines 1354: un cargo Airbus A300 della compagnia UPS si schianta vicino all'aeroporto di Louisville dal quale era partito. Il numero è di 2 morti (morto il pilota e il copilota).
- 17 novembre 2013 (Russia) - Un Boeing 737 della compagnia aerea Tatarstan Airlines si schianta alle ore 7:20. Il numero è di 50 morti. Tra i morti Irek Minnikhanov, figlio del presidente della Repubblica russa del Tatarstan, e due bambini.[25]
- 8 marzo 2014 (Oceano Indiano - presunto) - Volo Malaysia Airlines 370: Un Boeing 777 della compagnia aerea Malaysia Airlines diretto da Kuala Lumpur a Pechino scompare durante il volo, presumibilmente precipitando nell'Oceano Indiano. si pensa anche a un suicidio del pilota, o anche idee che di mezzo ci sia opera americana pensando che loro ne sappiano qualcosa.putroppo ad oggi ancora dal  2014 il velivolo non è stato mai ritrovato e le ricerche sono ormai sospese per i troppi costi ma si pensa che possano ripartire. I dispersi sono 239.
- 17 luglio 2014 (Ucraina) - Volo Malaysia Airlines 17: Un Boeing 777 della compagnia aerea Malaysia Airlines, partito dall'aeroporto internazionale di Amsterdam e diretto a Kuala Lumpur, precipita a terra vicino al confine con la Russia, in una zona contesa tra i separatisti russi e le forze ucraine. Perdono la vita tutte le persone a bordo (298 passeggeri e 15 membri dell'equipaggio). L'aereo è esploso perché colpito da un missile terra-aria mentre si trovava a circa 10000 m.
- 23 luglio 2014 (Taiwan) - Volo TransAsia Airways 222: Un ATR-72 della compagnia aerea TransAsia precipita a terra nel comune di Husi dopo avere fallito un primo tentativo di atterraggio di emergenza presso l'aeroporto di Magong, dove era diretto dall'aeroporto di Kaohsiung. Il bilancio è di 48 morti e 10 feriti.[26]
- 24 luglio 2014 (Mali) - Volo Air Algérie 5017: Un McDonnell Douglas MD-83 con 110 passeggeri e 6 membri dell'equipaggio, gestito dalla Swiftair, è scomparso dai radar 50 minuti dopo il decollo. Il velivolo era stato noleggiato dalla Air Algérie per fornirsi di capacità aggiuntiva durante la stagione estiva
- 24 marzo 2015 (Francia) - Volo Germanwings 9525: Un Airbus 320 della Germanwings si schianta contro una montagna del massiccio dei Trois-Évêchés, nelle Alpi di Provenza: 150 morti. Era partito da Barcellona ed era diretto a Düsseldorf. Il disastro è causato dalla volontà suicida del ventottenne copilota tedesco Andreas Guenter Lubitz il quale, rimasto temporaneamente solo in cabina, blocca la porta e istruisce deliberatamente il pilota automatico a effettuare una rapida discesa.
- 28 novembre 2016 (Colombia) - Volo LaMia Airlines 2933: L'aereo che trasporta la squadra di calcio brasiliana della Chapecoense a Medellín, dove il club avrebbe dovuto giocare la finale di Coppa Sudamericana il giorno seguente, si schianta in seguito a un tentativo di atterraggio di emergenza. Le vittime sono 76.
- Il 7 dicembre 2016 (Pakistan) - Volo PIA 661: Si è schiantato vicino a Havelian, Khyber Paktunkhwa, uccidendo tutti a bordo compreso Junaid Jamshed che era in viaggio per consegnare il sermone del venerdì alla moschea del Parlamento.
- A gennaio 2017, un aereo cargo turco è precipitato su un villaggio nel Kirghizistan uccidendo tutti e quattro i membri dell'equipaggio e 35 persone a terra.
- A ottobre 2018, il volo JT 610 della LionAir operato con un Boeing 737 MAX 8 precipita al largo di Giacarta: sono 189 le vittime.
- A marzo 2019, il volo Ethiopian Airlines 302 operato con un Boeing 737 MAX 8 si schianta nei pressi di Biscioftù: perdono la vita 157 persone. Dopo questo incidente, il modello di aereo è stato interdetto al volo.

### 2020–presente
- L'8 gennaio 2020, il volo Ukraine International Airlines 752 operato con un Boeing 737-800 con marche UR-PSR che effettuava il servizio di collegamento aereo di linea tra Teheran (OIIE) in Iran e Kiev (UKBB) in Ucraina, è stato abbattuto pochi minuti dopo il suo decollo dall'Aeroporto Internazionale di Teheran-Imam Khomeini, uccidendo i 176 a bordo, fra cui 9 componenti l'equipaggio.
- Il 22 maggio 2020, il volo 8303 operato con un Airbus A320-214 della Pakistan International Airlines operante sulla rotta da Lahore a Karachi è precipitato in un'area densamente popolata di Karachi. A bordo si trovavano 99 persone: 91 passeggeri e 8 membri dell'equipaggio; solo in 2 sono sopravvissuti all'impatto e al successivo incendio.
- Il 9 gennaio 2021, il volo Boeing 737-500 della compagnia Sriwijaya Air diretto verso Pontianak con a bordo 59 persone, tra cui 5 bambini e un neonato, è precipitato nelle acque intorno a Giacarta. Il sito Flight Radar 24 afferma che il velivolo ha perso oltre 10.000 piedi (circa 3 chilometri) di quota in meno di un minuto a quattro minuti dalla partenza.
- Il 9 agosto 2024, il volo Voepass Linhas Aéreas 2283, operato con un ATR 72-500 (aereo turboelica bimotore), proveniente da Cascavel e diretto a Guarulhos, ha perso oltre 5.000 metri di quota in un solo minuto ed è precipitato nei dintorni di São Paulo. Nessuno dei 62 passeggeri e membri dell'equipaggio è sopravvissuto.[27]